# والت بارنز (لاعب كرة قدم أمريكية)
والت بارنز (بالإنجليزية: Walt Barnes)‏ هو لاعب كرة قدم أمريكية أمريكي، ولد في 19 يناير 1944 في شيكاغو في الولايات المتحدة.

## وصلات خارجية
- والت بارنز على موقع مرجع كرة القدم المحترفة.كوم (الإنجليزية)